# Atheris hirsuta
Atheris hirsuta är en ormart som beskrevs av Ernst och Rödel 2002. Atheris hirsuta ingår i släktet trädhuggormar och familjen huggormar. IUCN kategoriserar arten globalt som sårbar. Inga underarter finns listade.
Arten är bara känd från sydvästra Elfenbenskusten. Den första individen (holotyp) upptäcktes i en regnskog intill en väg. På grund av ormens utseende antas att den främst vistas i träd.